# 井野博満
井野 博満（いの ひろみつ、1938年 - ）は、工学者、工学博士。専門は金属材料学。

## 経歴
東京都生まれ。1960年、東京大学工学部卒業。1965年、東京大学大学院数物系研究科応用物理学専攻博士課程修了。東京大学生産技術研究所助教授、東京大学工学部教授、法政大学工学部教授などを歴任した。2006年より東京大学名誉教授。高知工科大学客員教授を兼任。柏崎刈羽原発の閉鎖を訴える科学者・技術者の会代表。

## 論文・著作
- 博士論文「微量の不純物を含むα鉄の内部摩擦」（工学博士）東京大学、甲第1033号、1965年3月29日
- 井野博満ほか著『アモルファス材料』東京大学出版会 1985年2月
- 筆宝康之・井野博満・飯島善太郎著『現代技術と労働の思想 漂流の時代を生きるために』有斐閣双書Gシリーズ10、有斐閣、1990年2月、増補版1995年6月
- 竹内伸・井野博満・古林英一著『金属材料の物理』日刊工業新聞社 1992年2月
- 現代技術史研究会編、共著『徹底検証21世紀の全技術』藤原書店、2010年10月
- エントロピー学会編 広瀬隆・井野博満・後藤政志・黒田光太郎・崎山比早子・福本敬夫・山田國廣・菅井益郎・室田武・三輪大介 著『原発廃炉に向けて: 福島原発同時多発事故の原因と影響を総合的に考える』日本評論社 2011年8月 ISBN 978-4535586000
- 井野博満編、井野博満・後藤政志・瀬川嘉之著『福島原発事故はなぜ起きたか』藤原書店、2011年
- 黒田光太郎・井野博満・山口幸夫編『福島原発で何が起きたか―安全神話の崩壊』岩波書店、2012年12月